# Francisco Eppens Helguera

Escudo nacional mexicano, creado por Eppens Helguera (actual).

Francisco Eppens Helguera (San Luis Potosí, 1 de febrero de 1913-Ciudad de México, 6 de septiembre de 1990) fue un ilustrador y muralista mexicano. Destacó por rediseñar el escudo nacional mexicano en 1968 y por sus obras de gran formato, muchas de ellas en edificios oficiales.

## Biografía
Nació el primero de febrero de 1913 en la ciudad de San Luis Potosí, de donde partió siete años después a Ciudad de México para estudiar en la Academia de San Carlos. Ahí fue alumno de Enrique Ugarte, en dibujo y pintura, y del maestro Ignacio Asúnsolo, en escultura también creador del escudo de México 

## Carrera
A partir de 1935 y hasta 1953, grabó y pintó timbres postales para los Talleres de Impresión de Valores y Estampillas (T.I.E.V.) y realizó carteles para la Secretaría de Hacienda, con los que alcanzó mayor reconocimiento e inclusive ganó premios internacionales. De hecho, él fue uno de los pocos diseñadores en todo el mundo que firmaban sus creaciones.[cita requerida]
En el Rancho del Artista, restaurante y centro cultural propiedad de Pancho Cornejo, pintó dos murales y conoció a personajes de la época, como Diego Rivera, Gerardo Murillo (Dr. Atl), David Alfaro Siqueiros, José Clemente Orozco, Miguel Covarrubias, Enrique González Martínez y Andrés Audiffred, entre otros.[cita requerida]
Formado en una corriente estética de corte nacionalista, en la que los símbolos y figuras pretendían hablar sobre la esencia de la identidad mexicana, Eppens es creador de algunos murales como los del Hospital Infantil de México, el del edificio central del PRI y el del Teatro Morelos de la ciudad de Aguascalientes.[cita requerida]

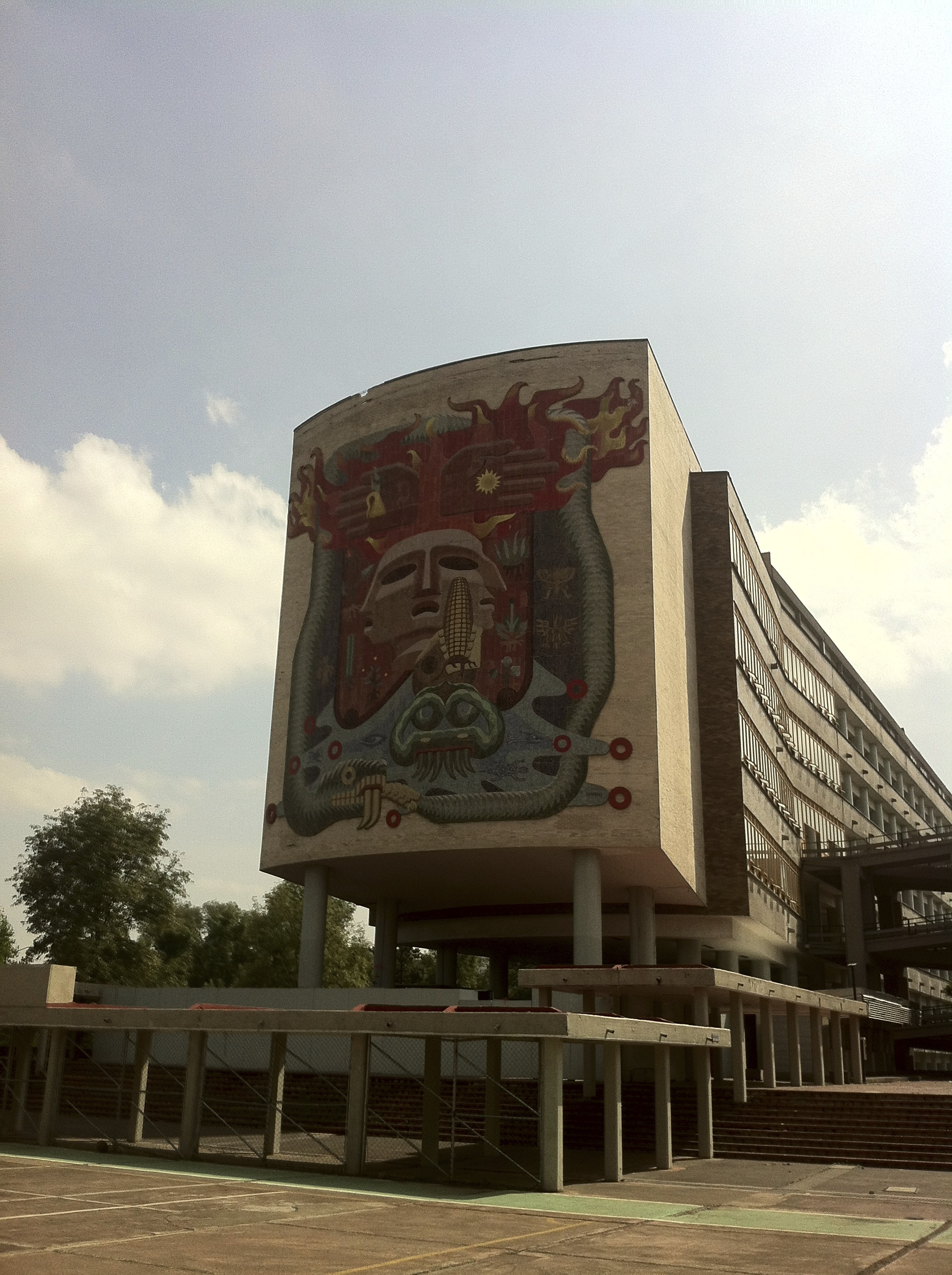
La vida, la muerte, el mestizaje y los cuatro elementos (1953-1954).

En Ciudad Universitaria, realizó el mural La vida, la muerte, el mestizaje y los cuatro elementos, en la Facultad de Medicina, y La superación del hombre por medio de la cultura, en la de Odontología, ambos con mosaico vidriado como técnica de recubrimiento. En el Conjunto Habitacional Unidad Independencia IMSS, localizado en el sur de la Ciudad de México, en 1960 realizó 80 murales de piedra fragmentada, con temas que recuerdan a los jeroglíficos mexicas; tres de estos murales están firmados.[cita requerida]

## Diseño del escudo nacional Mexicano
En 1968, el presidente Gustavo Díaz Ordaz ordenó un pequeño cambio al Escudo Nacional, de modo que el águila se mostrara más agresiva. Este diseño del pintor Francisco Eppens Helguera se usa de manera oficial en banderas, sellos, monedas y documentos oficiales.[cita requerida]

## Fallecimiento
Murió el 6 de septiembre de 1990 en la Ciudad de México.

## Homenajes y Exposiciones
- “Viajando al Universo de EPPENS” UNA MIRADA NACIONALISTA. Exposición del Maestro Francisco Eppens en la Sala de 	Exposiciones de Centro Médico Nacional Siglo XXI IMSS, del 24 de febrero al 29 de mayo de 2011 (5977 Visitantes). Esta fue la exposición hasta la fecha más grande de la obra de este autor. Contenía proyectos murales y escultóricos, la reproducción del mural de la Facultad de Medicina en C.U., la colección de Timbres Fiscales y Postales, propiedad de la Secretaría de Hacienda, obra de caballete, los originales del Escudo Nacional, y más. Su hija y única familiar directa, Gabriela Eppens Lascurain, fue la promotora de esta exposición, junto con Diana Martha Calleja, reconocida promotora cultural, y Antonio Cortés, museógrafo de importantes y diversas exposiciones. Esta unión hizo posible que se llevará a cabo este magno homenaje irrepetible en el IMSS, ya que su hija no ha logrado concluir su ideal de crear el museo Francisco Eppens Helguera.[cita requerida]
- También fue homenajeado por la Lotería Nacional para la Asistencia Pública, así como por la Federación Mexicana de Filatelia, A.C., con motivo del centenario de su natalicio.[cita requerida]
- El 1° de febrero de 2013 con una exposición de estampillas postales, 24 fotografías y el Sorteo Superior N.º 2343, cuyos billetes difundieron la obra “Vida, Muerte, Mestizaje y los Cuatro Elementos” Mural de la Facultad de Medicina de C.U.[cita requerida]

La Facultad de Medicina de la UNAM organiza el Congreso Internacional Eppens Interprofesionalismo 2023.